# 20. ústřední výbor Komunistické strany Číny
20. ústřední výbor Komunistické strany Číny (čínsky pchin-jinem zhōngguó gòngchǎndǎng dì èrshí jiè zhōngyāng wěiyuánhuì, znaky zjednodušené 中国共产党第二十届中央委员会) je ústřední výbor Komunistické strany Číny zvolený na XX. sjezdu KS Číny v říjnu 2022. Celkem bylo zvoleno 205 řádných členů a 171 kandidátů (náhradníků). Předcházel mu 19. ústřední výbor Komunistické strany Číny a jeho funkční období trvá do XXI. sjezdu v roce 2027.
Na prvním zasedání bylo zvoleno 20. politbyro ústředního výboru KS Číny a jeho stálý výbor, sekretariát ústředního výboru a bylo schváleno složení stálého výboru Ústřední komise pro kontrolu disciplíny.

## Plenární zasedání
| Zasedání             | Konáno ve dnech | Doba  | Shrnutí |
| -------------------- | --------------- | ----- | --- |
| 1. plenární zasedání | 23. října 2022  | 1 den | Si Ťin-pching byl zvolen generálním tajemníkem a předsedou ústřední vojenské komise. Zvoleno bylo 24členné politbyro, 7členný stálý výbor politbyra, zvolena ústřední vojenská komise (dva místopředsedové a čtyři členové) a potvrzeno sedm členů sekretariátu s Cchaj Čchim jako výkonným (prvním) tajemníkem. Plénum schválilo složení stálého výboru Ústřední komise pro kontrolu disciplíny, zvoleného na 1. plenárním zasedání komise, dále volbu Li Siho tajemníkem komise, a volbu jeho zástupců. |

## Seznam členů

### Řádní členové
| Jméno               | Nar. | Znaky             | 19. ÚV   | Indikátory | Indikátory | Indikátory | Indikátory | Vnitřní organizace | Vnitřní organizace | Vnitřní organizace | Vnitřní organizace | 20. ÚKKD  |
| Jméno               | Nar. | Znaky             | 19. ÚV   | Národnost  | Pohlaví    | Armáda     | Další      | 20. SVP            | 20. POL            | 20. SEK            | 20. ÚVK            | 20. SV    |
| ------------------- | ---- | ----------------- | -------- | ---------- | ---------- | ---------- | ---------- | ------------------ | ------------------ | ------------------ | ------------------ | --------- |
| Ting Süe-tung       | 1960 | 丁学东            | bývalý   | Chan       | muž        | —          | —          | —                  | —                  | —                  | —                  | —         |
| Ting Süe-siang      | 1962 | 丁薛祥            | bývalý   | Chan       | muž        | —          | —          | člen               | člen               | —                  | —                  | —         |
| Wan Li-ťün          | 1957 | 万立骏            | bývalý   | Chan       | muž        | —          | —          | —                  | —                  | —                  | —                  | —         |
| Si Ťin-pching       | 1953 | 习近平            | bývalý   | Chan       | muž        | —          | —          | gen. taj.          | gen. taj.          | —                  | předseda           | —         |
| Ma Sing-žuej        | 1959 | 马兴瑞            | bývalý   | Chan       | muž        | —          | —          | —                  | člen               | —                  | —                  | —         |
| Ma Siao-wej         | 1959 | 马晓伟            | nový     | Chan       | muž        | —          | —          | —                  | —                  | —                  | —                  | —         |
| Wang Ning           | 1955 | 王宁              | bývalý   | Chan       | muž        | —          | —          | —                  | —                  | —                  | —                  | —         |
| Wang Kchaj          | 1962 | 王凯              | nový     | Chan       | muž        | —          | —          | —                  | —                  | —                  | —                  | —         |
| Wang Kchaj          | 1963 | 王凯              | nový     | Chan       | muž        | genpor.    | —          | —                  | —                  | —                  | —                  | —         |
| Wang Jung           | 1955 | 王勇              | bývalý   | Chan       | muž        | —          | —          | —                  | —                  | —                  | —                  | —         |
| Wang Chao           | 1963 | 王浩              | nový     | Chan       | muž        | —          | —          | —                  | —                  | —                  | —                  | —         |
| Wang Čchiang        | 1963 | 王强              | nový     | Chan       | muž        | genplk.    | —          | —                  | —                  | —                  | —                  | —         |
| Wang Pcheng         | 1964 | 王鹏              | nový     | Chan       | muž        | genpor.    | —          | —                  | —                  | —                  | —                  | —         |
| Wang I              | 1953 | 王毅              | bývalý   | Chan       | muž        | —          | —          | —                  | člen               | —                  | —                  | —         |
| Wang Siao-chung     | 1957 | 王小洪            | bývalý   | Chan       | muž        | —          | —          | —                  | —                  | člen               | —                  | —         |
| Wang Kuang-chua     | 1963 | 王广华            | nový     | Chan       | muž        | —          | —          | —                  | —                  | —                  | —                  | —         |
| Wang Žen-chua       | 1962 | 王仁华            | nový     | Chan       | muž        | vadm.      | —          | —                  | —                  | —                  | —                  | —         |
| Wang Wen-čchüan     | 1962 | 王文全            | nový     | Chan       | muž        | genpor.    | —          | —                  | —                  | —                  | —                  | —         |
| Wang Wen-tchao      | 1964 | 王文涛            | kandidát | Chan       | muž        | —          | —          | —                  | —                  | —                  | —                  | —         |
| Wang Jü-po          | 1963 | 王予波            | nový     | Chan       | muž        | —          | —          | —                  | —                  | —                  | —                  | —         |
| Wang Čeng-pchu      | 1963 | 王正谱            | nový     | Chan       | muž        | —          | —          | —                  | —                  | —                  | —                  | —         |
| Wang Tung-ming      | 1956 | 王东明            | bývalý   | Chan       | muž        | —          | —          | —                  | —                  | —                  | —                  | —         |
| Wang Wej-čung       | 1962 | 王伟中            | kandidát | Chan       | muž        | —          | —          | —                  | —                  | —                  | —                  | —         |
| Wang Č’-ťün         | 1965 | 王志军            | nový     | Chan       | muž        | —          | —          | —                  | —                  | —                  | —                  | —         |
| Wang Siou-pin       | 1964 | 王秀斌            | kandidát | Chan       | muž        | genplk.    | —          | —                  | —                  | —                  | —                  | —         |
| Wang Chu-ning       | 1955 | 王沪宁            | bývalý   | Chan       | muž        | —          | —          | člen               | člen               | —                  | —                  | —         |
| Wang Ťün-čeng       | 1963 | 王君正            | kandidát | Chan       | muž        | —          | —          | —                  | —                  | —                  | —                  | —         |
| Wang Čung-lin       | 1962 | 王忠林            | nový     | Chan       | muž        | —          | —          | —                  | —                  | —                  | —                  | —         |
| Wang Šou-wen        | 1966 | 王受文            | nový     | Chan       | muž        | —          | —          | —                  | —                  | —                  | —                  | —         |
| Wang Čchun-ning     | 1963 | 王春宁            | kandidát | Chan       | muž        | genplk.    | —          | —                  | —                  | —                  | —                  | —         |
| Wang Li-sia         | 1964 | 王莉霞            | kandidát | Mongolka   | žena       | —          | —          | —                  | —                  | —                  | —                  | —         |
| Wang Siao-chuej     | 1962 | 王晓晖            | bývalý   | Chan       | muž        | —          | —          | —                  | —                  | —                  | —                  | —         |
| Wang Siang-si       | 1962 | 王祥喜            | nový     | Chan       | muž        | —          | —          | —                  | —                  | —                  | —                  | —         |
| Wang Čching-sien    | 1963 | 王清宪            | nový     | Chan       | muž        | —          | —          | —                  | —                  | —                  | —                  | —         |
| Wang Meng-chuej     | 1960 | 王蒙徽            | bývalý   | Chan       | muž        | —          | —          | —                  | —                  | —                  | —                  | —         |
| Ťü Čchien-šeng      | 1962 | 巨乾生            | nový     | Chan       | muž        | genplk.    | —          | —                  | —                  | —                  | —                  | —         |
| Mao Wej-ming        | 1961 | 毛伟明            | kandidát | Chan       | muž        | —          | —          | —                  | —                  | —                  | —                  | —         |
| Jin Li              | 1962 | 尹力              | bývalý   | Chan       | muž        | —          | —          | —                  | člen               | —                  | —                  | —         |
| Jin Chung           | 1963 | 尹弘              | kandidát | Chan       | muž        | —          | —          | —                  | —                  | —                  | —                  | —         |
| Bagatur             | 1955 | 巴特尔            | bývalý   | Mongol     | muž        | —          | —          | —                  | —                  | —                  | —                  | —         |
| Ärkin Tunijaz       | 1961 | 艾尔肯·吐尼亚孜   | kandidát | Ujgur      | muž        | —          | —          | —                  | —                  | —                  | —                  | —         |
| Š’ Tchaj-feng       | 1956 | 石泰峰            | bývalý   | Chan       | muž        | —          | —          | —                  | člen               | člen               | —                  | —         |
| Jie Ťien-čchun      | 1965 | 叶建春            | nový     | Chan       | muž        | —          | —          | —                  | —                  | —                  | —                  | —         |
| Feng Fej            | 1962 | 冯飞              | nový     | Chan       | muž        | —          | —          | —                  | —                  | —                  | —                  | —         |
| Čchü Čching-šan     | 1957 | 曲青山            | bývalý   | Chan       | muž        | —          | —          | —                  | —                  | —                  | —                  | —         |
| Žen Čen-che         | 1964 | 任振鹤            | nový     | Tchuťia    | muž        | —          | —          | —                  | —                  | —                  | —                  | —         |
| Čuang Žung-wen      | 1961 | 庄荣文            | nový     | Chan       | muž        | —          | —          | —                  | —                  | —                  | —                  | —         |
| Liou Ning           | 1962 | 刘宁              | kandidát | Chan       | muž        | —          | —          | —                  | —                  | —                  | —                  | —         |
| Liou Wej            | 1965 | 刘伟              | nový     | Chan       | muž        | —          | —          | —                  | —                  | —                  | —                  | —         |
| Liou Siao-ming      | 1964 | 刘小明            | nový     | Chan       | muž        | —          | —          | —                  | —                  | —                  | —                  | —         |
| Liou Fa-čching      | 1964 | 刘发庆            | kandidát | Chan       | muž        | genpor.    | —          | —                  | —                  | —                  | —                  | —         |
| Liou Čching-sung    | 1963 | 刘青松            | nový     | Chan       | muž        | admirál    | —          | —                  | —                  | —                  | —                  | —         |
| Liou Kuo-čung       | 1962 | 刘国中            | bývalý   | Chan       | muž        | —          | —          | —                  | člen               | —                  | —                  | —         |
| Liou Ťin-kuo        | 1955 | 刘金国            | bývalý   | Chan       | muž        | —          | —          | —                  | —                  | člen               | —                  | zás. taj. |
| Liou Ťien-čchao     | 1964 | 刘建超            | nový     | Chan       | muž        | —          | —          | —                  | —                  | —                  | —                  | —         |
| Liou Ťün-čchen      | 1963 | 刘俊臣            | nový     | Chan       | muž        | —          | —          | —                  | —                  | —                  | —                  | —         |
| Liou Čen-li         | 1964 | 刘振立            | bývalý   | Chan       | muž        | genplk.    | —          | —                  | —                  | —                  | člen               | —         |
| Liou Chaj-sing      | 1963 | 刘海星            | nový     | Chan       | muž        | —          | —          | —                  | —                  | —                  | —                  | —         |
| Čchi Jü             | 1961 | 齐玉              | nový     | Chan       | muž        | —          | —          | —                  | —                  | —                  | —                  | —         |
| Sü Čchin            | 1961 | 许勤              | bývalý   | Chan       | muž        | —          | —          | —                  | —                  | —                  | —                  | —         |
| Sü Kchun-lin        | 1965 | 许昆林            | nový     | Chan       | muž        | —          | —          | —                  | —                  | —                  | —                  | —         |
| Sü Süe-čchiang      | 1962 | 许学强            | nový     | Chan       | muž        | genplk.    | —          | —                  | —                  | —                  | —                  | —         |
| Sun Ťin-lung        | 1962 | 孙金龙            | bývalý   | Chan       | muž        | —          | —          | —                  | —                  | —                  | —                  | —         |
| Sun Šao-čcheng      | 1960 | 孙绍骋            | bývalý   | Chan       | muž        | —          | —          | —                  | —                  | —                  | —                  | —         |
| Jin Che-ťün         | 1963 | 阴和俊            | kandidát | Chan       | muž        | —          | —          | —                  | —                  | —                  | —                  | —         |
| Jen Ťin-chaj        | 1962 | 严金海            | kandidát | Tibeťan    | muž        | —          | —          | —                  | —                  | —                  | —                  | —         |
| Li I                | 1960 | 李屹              | bývalý   | Chan       | muž        | —          | —          | —                  | —                  | —                  | —                  | —         |
| Li Wej              | 1960 | 李伟              | nový     | Chan       | muž        | genplk.    | —          | —                  | —                  | —                  | —                  | —         |
| Li Si               | 1954 | 李希              | bývalý   | Chan       | muž        | —          | —          | člen               | člen               | —                  | —                  | tajemník  |
| Li Čchiang          | 1959 | 李强              | bývalý   | Chan       | muž        | —          | —          | člen               | člen               | —                  | —                  | —         |
| Li Kan-ťie          | 1964 | 李干杰            | bývalý   | Chan       | muž        | —          | —          | —                  | člen               | člen               | —                  | —         |
| Li Siao-sin         | 1962 | 李小新            | nový     | Chan       | žena       | —          | —          | —                  | —                  | —                  | —                  | —         |
| Li Feng-piao        | 1959 | 李凤彪            | bývalý   | Chan       | muž        | genplk.    | —          | —                  | —                  | —                  | —                  | —         |
| Li Šu-lej           | 1964 | 李书磊            | nový     | Chan       | muž        | —          | —          | —                  | člen               | člen               | —                  | —         |
| Li Jü-čchao         | 1962 | 李玉超            | kandidát | Chan       | muž        | genplk.    | —          | —                  | —                  | —                  | —                  | —         |
| Li Le-čcheng        | 1965 | 李乐成            | nový     | Chan       | muž        | —          | —          | —                  | —                  | —                  | —                  | —         |
| Li I-fej            | 1964 | 李邑飞            | nový     | Chan       | muž        | —          | —          | —                  | —                  | —                  | —                  | —         |
| Li Šang-fu          | 1958 | 李尚福            | bývalý   | Chan       | muž        | genplk.    | —          | —                  | —                  | —                  | člen               | —         |
| Li Kuo-jing         | 1963 | 李国英            | bývalý   | Chan       | muž        | —          | —          | —                  | —                  | —                  | —                  | —         |
| Li Ping-ťün         | 1963 | 李炳军            | nový     | Chan       | muž        | —          | —          | —                  | —                  | —                  | —                  | —         |
| Li Čchiao-ming      | 1961 | 李桥铭            | bývalý   | Chan       | muž        | genplk.    | —          | —                  | —                  | —                  | —                  | —         |
| Li Siao chung       | 1959 | 李晓红            | bývalý   | Chan       | muž        | —          | —          | —                  | —                  | —                  | —                  | —         |
| Li Chung-čung       | 1956 | 李鸿忠            | bývalý   | Chan       | muž        | —          | —          | —                  | člen               | —                  | —                  | —         |
| Jang Čcheng         | 1964 | 杨诚              | nový     | Chan       | muž        | genpor.    | —          | —                  | —                  | —                  | —                  | —         |
| Jang Č’-liang       | 1962 | 杨志亮            | nový     | Chan       | muž        | vadm.      | —          | —                  | —                  | —                  | —                  | —         |
| Jang Süe-ťün        | 1963 | 杨学军            | bývalý   | Chan       | muž        | genplk.    | —          | —                  | —                  | —                  | —                  | —         |
| Siao Ťie            | 1957 | 肖捷              | bývalý   | Chan       | muž        | —          | —          | —                  | —                  | —                  | —                  | —         |
| Siao Pchej          | 1961 | 肖培              | nový     | Chan       | muž        | —          | —          | —                  | —                  | —                  | —                  | zás. taj. |
| Wu Chan-šeng        | 1963 | 吴汉圣            | nový     | Chan       | muž        | —          | —          | —                  | —                  | —                  | —                  | —         |
| Wu Ja-nan           | 1962 | 吴亚男            | nový     | Chan       | muž        | genplk.    | —          | —                  | —                  | —                  | —                  | —         |
| Wu Čeng-lung        | 1964 | 吴政隆            | bývalý   | Chan       | muž        | —          | —          | —                  | —                  | —                  | —                  | —         |
| Wu Siao-ťün         | 1966 | 吴晓军            | nový     | Chan       | muž        | —          | —          | —                  | —                  | —                  | —                  | —         |
| Che Wej-tung        | 1957 | 何卫东            | nový     | Chan       | muž        | —          | —          | —                  | člen               | —                  | místopřed.         | —         |
| Che Li-feng         | 1955 | 何立峰            | bývalý   | Chan       | muž        | —          | —          | —                  | člen               | —                  | —                  | —         |
| Che Chung-ťün       | 1961 | 何宏军            | nový     | Chan       | muž        | genpor.    | —          | —                  | —                  | —                  | —                  | —         |
| Cou Ťia-i           | 1963 | 邹加怡            | nový     | Chan       | žena       | —          | —          | —                  | —                  | —                  | —                  | —         |
| Jing Jung           | 1957 | 应勇              | bývalý   | Chan       | muž        | —          | —          | —                  | —                  | —                  | —                  | —         |
| Wang Chaj-ťiang     | 1963 | 汪海江            | nový     | Chan       | muž        | genplk.    | —          | —                  | —                  | —                  | —                  | —         |
| Šen Čchun-jao       | 1960 | 沈春耀            | kandidát | Chan       | muž        | —          | —          | —                  | —                  | —                  | —                  | —         |
| Šen Siao-ming       | 1963 | 沈晓明            | bývalý   | Chan       | muž        | —          | —          | —                  | —                  | —                  | —                  | —         |
| Šen Jüe-jüe         | 1957 | 沈跃跃            | bývalý   | Chan       | žena       | —          | —          | —                  | —                  | —                  | —                  | —         |
| Chuaj Ťin-pcheng    | 1962 | 怀进鹏            | bývalý   | Chan       | muž        | —          | —          | —                  | —                  | —                  | —                  | —         |
| Čang Kung           | 1961 | 张工              | kandidát | Chan       | muž        | —          | —          | —                  | —                  | —                  | —                  | —         |
| Čang Ťün            | 1956 | 张军              | bývalý   | Chan       | muž        | —          | —          | —                  | —                  | —                  | —                  | —         |
| Čang Lin            | 1965 | 张林              | nový     | Chan       | muž        | genpor.    | —          | —                  | —                  | —                  | —                  | —         |
| Čang Jou-sia        | 1950 | 张又侠            | bývalý   | Chan       | muž        | genplk.    | —          | —                  | člen               | —                  | místopřed.         | —         |
| Čang Šeng-min       | 1958 | 张升民            | bývalý   | Chan       | muž        | genplk.    | —          | —                  | —                  | —                  | člen               | zás. taj. |
| Čang Jü-čuo         | 1962 | 张玉卓            | kandidát | Chan       | muž        | —          | —          | —                  | —                  | —                  | —                  | —         |
| Čang Čching-wej     | 1961 | 张庆伟            | bývalý   | Chan       | muž        | —          | —          | —                  | —                  | —                  | —                  | —         |
| Čang Chung-ping     | 1966 | 张红兵            | nový     | Chan       | muž        | genpor.    | —          | —                  | —                  | —                  | —                  | —         |
| Čang Chung-sen      | 1964 | 张宏森            | nový     | Chan       | muž        | —          | —          | —                  | —                  | —                  | —                  | —         |
| Čang Jü-pchu        | 1962 | 张雨浦            | nový     | Chuej      | muž        | —          | —          | —                  | —                  | —                  | —                  | —         |
| Čang Kuo-čching     | 1964 | 张国清            | bývalý   | Chan       | muž        | —          | —          | —                  | člen               | —                  | —                  | —         |
| Lu Chao             | 1967 | 陆昊              | bývalý   | Chan       | muž        | —          | —          | —                  | —                  | —                  | —                  | —         |
| Lu Č’-jüan          | 1964 | 陆治原            | nový     | Chan       | muž        | —          | —          | —                  | —                  | —                  | —                  | —         |
| Čchen Kang          | 1965 | 陈刚              | kandidát | Chan       | muž        | —          | —          | —                  | —                  | —                  | —                  | —         |
| Čchen Sü            | 1963 | 陈旭              | kandidát | Chan       | žena       | —          | —          | —                  | —                  | —                  | —                  | —         |
| Čchen I-sin         | 1959 | 陈一新            | kandidát | Chan       | muž        | —          | —          | —                  | —                  | —                  | —                  | —         |
| Čchen Siao-ťiang    | 1962 | 陈小江            | nový     | Chan       | muž        | —          | —          | —                  | —                  | —                  | —                  | —         |
| Čchen Wen-čching    | 1960 | 陈文清            | bývalý   | Chan       | muž        | —          | —          | —                  | člen               | člen               | —                  | —         |
| Čchen Ťi-ning       | 1964 | 陈吉宁            | bývalý   | Chan       | muž        | —          | —          | —                  | člen               | —                  | —                  | —         |
| Čchen Min-er        | 1960 | 陈敏尔            | bývalý   | Chan       | muž        | —          | —          | —                  | člen               | —                  | —                  | —         |
| Nurlan Abilmažinuly | 1962 | 努尔兰·阿不都满金 | bývalý   | Kazach     | muž        | —          | —          | —                  | —                  | —                  | —                  | —         |
| Miao Chua           | 1955 | 苗华              | bývalý   | Chan       | muž        | admirál    | —          | —                  | —                  | —                  | člen               | —         |
| Lin Wu              | 1962 | 林武              | nový     | Chan       | muž        | —          | —          | —                  | —                  | —                  | —                  | —         |
| Lin Siang-jang      | 1964 | 林向阳            | nový     | Chan       | muž        | genplk.    | —          | —                  | —                  | —                  | —                  | —         |
| I Chuej-man         | 1964 | 易会满            | kandidát | Chan       | muž        | —          | —          | —                  | —                  | —                  | —                  | —         |
| I Lien-chung        | 1959 | 易炼红            | kandidát | Chan       | muž        | —          | —          | —                  | —                  | —                  | —                  | —         |
| Luo Wen             | 1964 | 罗文              | nový     | Chan       | muž        | —          | —          | —                  | —                  | —                  | —                  | —         |
| Ťin Čuang-lung      | 1964 | 金壮龙            | bývalý   | Chan       | muž        | —          | —          | —                  | —                  | —                  | —                  | —         |
| Ťin Siang-ťün       | 1964 | 金湘军            | nový     | Chan       | muž        | —          | —          | —                  | —                  | —                  | —                  | —         |
| Čou Čchiang         | 1960 | 周强              | bývalý   | Chan       | muž        | —          | —          | —                  | —                  | —                  | —                  | —         |
| Čou Naj-siang       | 1961 | 周乃翔            | kandidát | Chan       | muž        | —          | —          | —                  | —                  | —                  | —                  | —         |
| Čou Cu-i            | 1965 | 周祖翼            | nový     | Chan       | muž        | —          | —          | —                  | —                  | —                  | —                  | —         |
| Čeng Šan-ťie        | 1961 | 郑栅洁            | nový     | Chan       | muž        | —          | —          | —                  | —                  | —                  | —                  | —         |
| Čeng Sin-cchung     | 1963 | 郑新聪            | nový     | Chan       | muž        | —          | —          | —                  | —                  | —                  | —                  | —         |
| Meng Fan-li         | 1965 | 孟凡利            | nový     | Chan       | muž        | —          | —          | —                  | —                  | —                  | —                  | —         |
| Meng Siang-feng     | 1964 | 孟祥锋            | bývalý   | Chan       | muž        | —          | —          | —                  | —                  | —                  | —                  | —         |
| Čao Lung            | 1967 | 赵龙              | nový     | Chan       | muž        | —          | —          | —                  | —                  | —                  | —                  | —         |
| Čao Kang            | 1968 | 赵刚              | nový     | Chan       | muž        | —          | —          | —                  | —                  | —                  | —                  | —         |
| Čao I-te            | 1965 | 赵一德            | kandidát | Chan       | muž        | —          | —          | —                  | —                  | —                  | —                  | —         |
| Čao Le-ťi           | 1957 | 赵乐际            | bývalý   | Chan       | muž        | —          | —          | člen               | člen               | —                  | —                  | —         |
| Čao Siao-če         | 1963 | 赵晓哲            | nový     | Chan       | muž        | vadm.      | —          | —                  | —                  | —                  | —                  | —         |
| Chao Pcheng         | 1960 | 郝鹏              | bývalý   | Chan       | muž        | —          | —          | —                  | —                  | —                  | —                  | —         |
| Chu Čung-ming       | 1964 | 胡中明            | nový     | Chan       | muž        | vadm.      | —          | —                  | —                  | —                  | —                  | —         |
| Chu Jü-tching       | 1964 | 胡玉亭            | nový     | Chan       | muž        | —          | —          | —                  | —                  | —                  | —                  | —         |
| Chu Čchang-šeng     | 1963 | 胡昌升            | kandidát | Chan       | muž        | —          | —          | —                  | —                  | —                  | —                  | —         |
| Chu Che-pching      | 1962 | 胡和平            | bývalý   | Chan       | muž        | —          | —          | —                  | —                  | —                  | —                  | —         |
| Chu Čchun-chua      | 1963 | 胡春华            | bývalý   | Chan       | muž        | —          | —          | —                  | —                  | —                  | —                  | —         |
| Chu Cheng-chua      | 1963 | 胡衡华            | kandidát | Chan       | muž        | —          | —          | —                  | —                  | —                  | —                  | —         |
| Čung Šao-ťün        | 1968 | 钟绍军            | nový     | Chan       | muž        | genpor.    | —          | —                  | —                  | —                  | —                  | —         |
| Sin Čchang-sing     | 1963 | 信长星            | kandidát | Chan       | muž        | —          | —          | —                  | —                  | —                  | —                  | —         |
| Chou Kchaj          | 1962 | 侯凯              | nový     | Chan       | muž        | —          | —          | —                  | —                  | —                  | —                  | —         |
| Chou Ťien-kuo       | 1959 | 侯建国            | bývalý   | Chan       | muž        | —          | —          | —                  | —                  | —                  | —                  | —         |
| Jü Čching-ťiang     | 1963 | 俞庆江            | nový     | Chan       | muž        | genpor.    | —          | —                  | —                  | —                  | —                  | —         |
| Jü Ťien-chua        | 1961 | 俞建华            | nový     | Chan       | muž        | —          | —          | —                  | —                  | —                  | —                  | —         |
| Che Žung            | 1962 | 贺荣              | nový     | Chan       | žena       | —          | —          | —                  | —                  | —                  | —                  | —         |
| Che Ťün-kche        | 1963 | 贺军科            | kandidát | Chan       | muž        | —          | —          | —                  | —                  | —                  | —                  | —         |
| Čchin Kang          | 1966 | 秦刚              | nový     | Chan       | muž        | —          | —          | —                  | —                  | —                  | —                  | —         |
| Čchin Šu-tchung     | 1963 | 秦树桐            | nový     | Chan       | muž        | genplk.    | —          | —                  | —                  | —                  | —                  | —         |
| Jüan Chua-č’        | 1961 | 袁华智            | nový     | Chan       | muž        | admirál    | —          | —                  | —                  | —                  | —                  | —         |
| Jüan Ťia-ťün        | 1962 | 袁家军            | bývalý   | Chan       | muž        | —          | —          | —                  | člen               | —                  | —                  | —         |
| Tchie Ning          | 1957 | 铁凝              | bývalý   | Chan       | žena       | —          | —          | —                  | —                  | —                  | —                  | —         |
| Ni Chung            | 1962 | 倪虹              | nový     | Chan       | muž        | —          | —          | —                  | —                  | —                  | —                  | —         |
| Ni Jüe-feng         | 1964 | 倪岳峰            | bývalý   | Chan       | muž        | —          | —          | —                  | —                  | —                  | —                  | —         |
| Sü Lin              | 1963 | 徐麟              | bývalý   | Chan       | muž        | —          | —          | —                  | —                  | —                  | —                  | —         |
| Sü Si-šeng          | 1964 | 徐西盛            | nový     | Chan       | muž        | genpor.    | —          | —                  | —                  | —                  | —                  | —         |
| Sü Čung-po          | 1960 | 徐忠波            | kandidát | Chan       | muž        | genplk.    | —          | —                  | —                  | —                  | —                  | —         |
| Sü Čchi-ling        | 1962 | 徐起零            | nový     | Chan       | muž        | genplk.    | —          | —                  | —                  | —                  | —                  | —         |
| Sü Te-čching        | 1963 | 徐德清            | nový     | Chan       | muž        | genplk.    | —          | —                  | —                  | —                  | —                  | —         |
| Jin Jung            | 1969 | 殷勇              | nový     | Chan       | muž        | —          | —          | —                  | —                  | —                  | —                  | —         |
| Kao Siang           | 1963 | 高翔              | nový     | Chan       | muž        | —          | —          | —                  | —                  | —                  | —                  | —         |
| Kao Č’-tan          | 1963 | 高志丹            | nový     | Chan       | muž        | —          | —          | —                  | —                  | —                  | —                  | —         |
| Kuo Pchu-siao       | 1964 | 郭普校            | nový     | Chan       | muž        | genplk.    | —          | —                  | —                  | —                  | —                  | —         |
| Tchang Žen-ťien     | 1962 | 唐仁健            | bývalý   | Chan       | muž        | —          | —          | —                  | —                  | —                  | —                  | —         |
| Tchang Teng-ťie     | 1964 | 唐登杰            | kandidát | Chan       | muž        | —          | —          | —                  | —                  | —                  | —                  | —         |
| Chuang Ming         | 1963 | 黄铭              |          | Chan       | muž        | genpor.    | —          | —                  | —                  | —                  | —                  | —         |
| Chuang Čchiang      | 1963 | 黄强              | nový     | Chan       | muž        | —          | —          | —                  | —                  | —                  | —                  | —         |
| Chuang Šou-chung    | 1964 | 黄守宏            | bývalý   | Chan       | muž        | —          | —          | —                  | —                  | —                  | —                  | —         |
| Chuang Kchun-ming   | 1956 | 黄坤明            | bývalý   | Chan       | muž        | —          | —          | —                  | člen               | —                  | —                  | —         |
| Chuang Ťien-fa      | 1965 | 黄建发            | nový     | Chan       | muž        | —          | —          | —                  | —                  | —                  | —                  | —         |
| Chuang Siao-wej     | 1961 | 黄晓薇            | kandidát | Chan       | žena       | —          | —          | —                  | —                  | —                  | —                  | —         |
| Kung Čeng           | 1960 | 龚正              | bývalý   | Chan       | muž        | —          | —          | —                  | —                  | —                  | —                  | —         |
| Čchang Ting-čchiou  | 1967 | 常丁求            | kandidát | Chan       | muž        | genplk.    | —          | —                  | —                  | —                  | —                  | —         |
| Tchuo Čen           | 1959 | 庹震              | kandidát | Chan       | muž        | —          | —          | —                  | —                  | —                  | —                  | —         |
| Liang Jen-šun       | 1962 | 梁言顺            | nový     | Chan       | muž        | —          | —          | —                  | —                  | —                  | —                  | —         |
| Liang Chuej-ling    | 1962 | 梁惠玲            | nový     | Chan       | žena       | —          | —          | —                  | —                  | —                  | —                  | —         |
| Šen I-čchin         | 1959 | 谌贻琴            | bývalý   | Paj        | žena       | —          | —          | —                  | —                  | —                  | —                  | —         |
| Tung Ťün            | 1963 | 董军              | nový     | Chan       | muž        | admirál    | —          | —                  | —                  | —                  | —                  | —         |
| Chan Ťün            | 1963 | 韩俊              | nový     | Chan       | muž        | —          | —          | —                  | —                  | —                  | —                  | —         |
| Chan Wen-siou       | 1963 | 韩文秀            | nový     | Chan       | muž        | —          | —          | —                  | —                  | —                  | —                  | —         |
| Ťing Ťün-chaj       | 1960 | 景俊海            | kandidát | Chan       | muž        | —          | —          | —                  | —                  | —                  | —                  | —         |
| Čcheng Li-chua      | 1965 | 程丽华            | kandidát | Chan       | žena       | —          | —          | —                  | —                  | —                  | —                  | —         |
| Fu Chua             | 1964 | 傅华              | nový     | Chan       | muž        | —          | —          | —                  | —                  | —                  | —                  | —         |
| Tchung Ťien-ming    | 1963 | 童建明            | nový     | Chan       | muž        | —          | —          | —                  | —                  | —                  | —                  | —         |
| Sie Čchun-tchao     | 1963 | 谢春涛            | kandidát | Chan       | muž        | —          | —          | —                  | —                  | —                  | —                  | —         |
| Lan Tchien-li       | 1962 | 蓝天立            | kandidát | Čuang      | muž        | —          | —          | —                  | —                  | —                  | —                  | —         |
| Lan Fo-an           | 1962 | 蓝佛安            | nový     | Chan       | muž        | —          | —          | —                  | —                  | —                  | —                  | —         |
| Lou Jang-šeng       | 1959 | 楼阳生            | bývalý   | Chan       | muž        | —          | —          | —                  | —                  | —                  | —                  | —         |
| Lej Fan-pchej       | 1963 | 雷凡培            | kandidát | Chan       | muž        | —          | —          | —                  | —                  | —                  | —                  | —         |
| Šen Chaj-siung      | 1967 | 慎海雄            | kandidát | Chan       | muž        | —          | —          | —                  | —                  | —                  | —                  | —         |
| Cchaj Čchi          | 1955 | 蔡奇              | bývalý   | Chan       | muž        | —          | —          | člen               | člen               | člen               | —                  | —         |
| Cchaj Ťien-ťiang    | 1965 | 蔡剑江            | kandidát | Chan       | muž        | —          | —          | —                  | —                  | —                  | —                  | —         |
| Pchej Ťin-ťia       | 1963 | 裴金佳            | kandidát | Chan       | muž        | —          | —          | —                  | —                  | —                  | —                  | —         |
| Pchan Jüe           | 1960 | 潘岳              | kandidát | Chan       | muž        | —          | —          | —                  | —                  | —                  | —                  | —         |

### Kandidáti
- Ting Siang-čchün, Ting Sing-nung, Jü Li-ťün, Jü Ťi-chung, Jü Chuej-wen, Ma Chan-čcheng, Wang Ťien, Wang Si, Wang Li-jen, Wang Jung-chung, Wang Kchang-pching, Wang Tching-kchaj, Wang Sin-wej, Wang Ťia-i, Wej Tchao, Fang Jung-siang, Fang Chung-wej, Teng I-wu, Teng Siou-ming, Š’ Jü-kan,g Š’ Čeng-lu, Lu Chung, Lu Tung-liang, Fu Wen-chua, Cchung Liang, Pao Kang, Sing Šan-pching, Ťi Lin, Čchü Jing-pchu, Lu Ťün, Ču Tchien-šu, Ču Wen-siang, Ču Č’-sung, Ču Kuo-sien, Ču Che-sin, Liou Ťün, Liou Ťie, Liou Čchiang, Liou Čung-chua, Liou Chung-ťien, Liou Kuej-pching, Liou Lie-chung, Liou Ťing-čen, Kuan Č’-ou, Tchang Kuang-fu, An Wej, Nung Šeng-wen, Sun Siang-tung, Sun Ťin-ming, Sun Mej-ťün, Ťi Pin, Tu Ťiang-feng, Li Jün-ce, Li Wen-tchang, Li Šu-cchaj, Li Š’-sung, Li Chung-ťün, Li Sien-jü, Li Ming-ťün, Li Ming-čching, Li Ťien-žung, Li Žung-cchan, Li Tien-sün, Li Žu-sin, Jang Pin, Jang Ťin-paj, Lien Mao-ťün, Š’ Kuang-chuej, Wu Chao, Wu Čching, Wu Čchiang, Wu Kchung-ming, Wu Ťün-pao, Wu Šeng-chua, Wu Čao-chuej, Čchiou Jung, Che Ja-ling, Ku Šu, Šen Jing, Šen Tan-jang, Čang Wej, Čang Čeng, Čang Feng-čung, Čang Wen-ping, Čang An-šun, Čang Kuo-chua, Čang Čung-jang, Čang Ťin-liang, Čang Čchun-lin, Čang Žung-čchiao, Čang Čchao-čchao, Čang Č’-kang, Čchen Ťie, Čchen Jung, Čchen Jung-čchi, Čchen Chung-min, Čchen Ťien-wen, Čchen Žuej-feng, Lin Kche-čching, Chang I-chung, Luo Čchiang, Luo Tung-čchuan, Ťin Tung-chan, Čou Č’-sin, Čou Ťien-kuo, Čeng Süe-süan, Čao Tung, Chu Wen-žung, Š’ Siao-lin, Ťiang Chuej, Ťiang Kuo-pching, Chung Čching, Zulhajat Ismail, Fej Tung-pin, Fej Kao-jün, Jao Lin, Jüan Ťie, Jüan Ku-ťie, Sia Lin-mao, Sü Liou-pching, Ling Chuan-sin, Kuo Fang, Kuo Jüan-čchiang, Kuo Ning-ning, Kuo Jung-chung, Kuo Ču-süe, Ču-ke Jü-ťie, Chuang Žu, Chuang Sü-cchung, Chuang Č’-čchiang, Chuang Lu-šeng, Cchao Šu-min, Kung Čchi-chuang, Čchang Ťin, Cchuej Jü-čung, Cchuej Jung-chuej, Kchang I, Pcheng Ťia-süe, Ke Čchiao-chung, Tung Wej-min, Chan Li-ming, Čchin Wej-čung, Ťing Ťien-feng, Fu Aj-kuo, Phurbu Döndub, Ceng I-sin, Ceng Can-žung, Wen Kang, Lan Siao, Jü Aj-chua, Tou Sien-kchang, Cchaj Jün-ke, Cchaj Li-sin, Cchaj Si-liang, Karma Cchetän, Liao Lin, Miao Ťien-min, Li Siang, Wej Wen-chuej, Cchaj Žang-tchaj, Wang Sü-tung, Wang Siao-jün, Jang Fa-sen, Siao Čchuan, Jü Ťien-feng, Sung Č’-jung, Sung Jü-šuej, Čang Ťing, Čou Čchang-kchuej, Š’ Ťin-tchung, Wang Čcheng